# خط زمستان

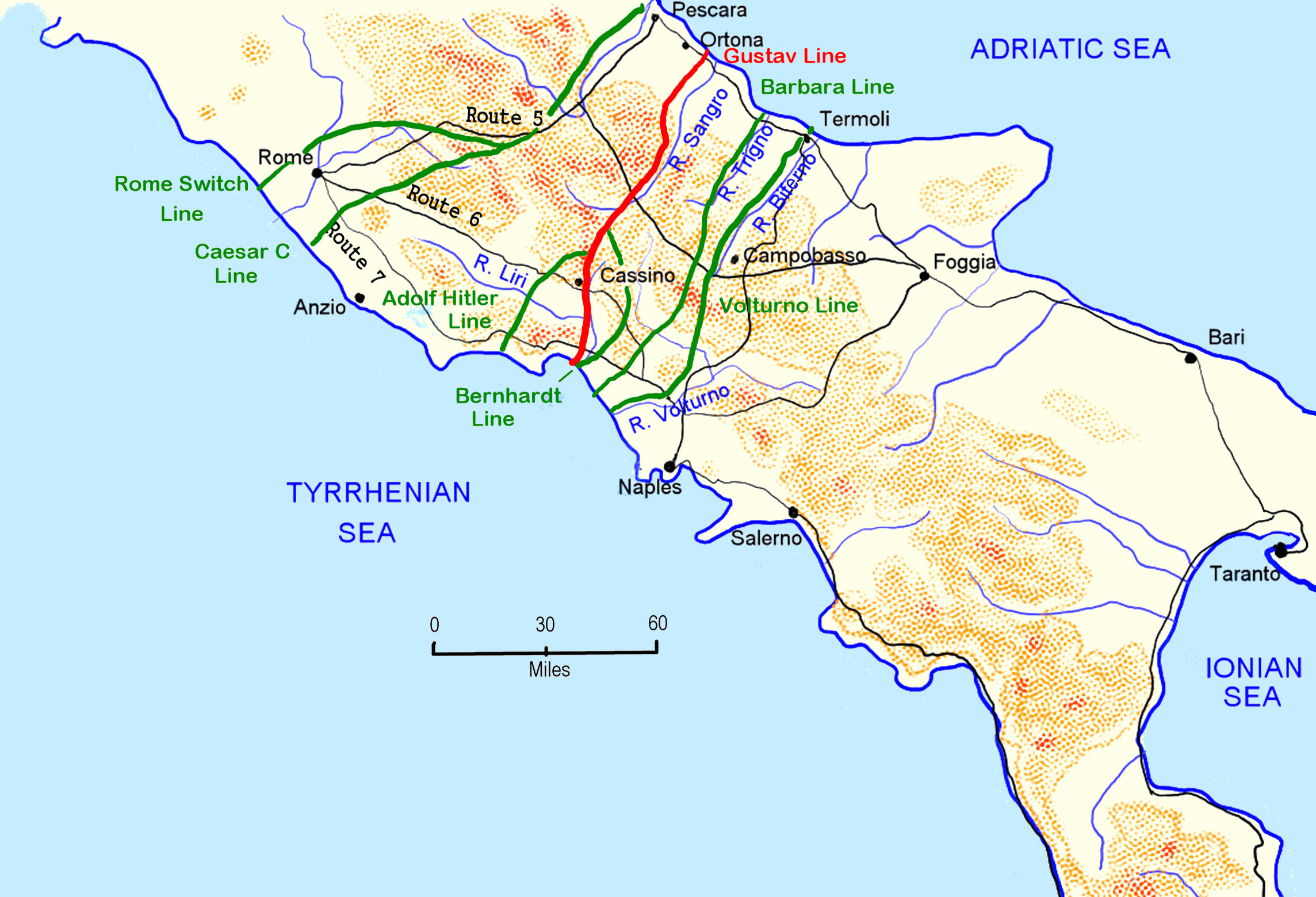
خطوط دفاعی آماده آلمان در جنوب رم.

خط زمستان (انگلیسی: Winter Line) خط زمستانی مجموعه ای از استحکامات نظامی آلمان و جمهوری اجتماعی ایتالیا در پادشاهی ایتالیا بود که در طول جنگ جهانی دوم توسط سازمان تادت و به فرماندهی آلبرت کسلرینگ ساخته شد. این سری از سه خط برای دفاع از بخش غربی ایتالیا طراحی شده بود که در اطراف شهر مونته کاسینو متمرکز شده بود که از طریق آن بزرگراه مهم ۶ که بدون وقفه به رم منتهی می‌شد می‌گذشت.